# Roger Guerreiro
Roger Guerreiro (ur. 25 maja 1982 w São Paulo) – brazylijsko-polski piłkarz, występujący na pozycji lewego lub ofensywnego pomocnika. W latach 2008–2011 reprezentant Polski.

## Kariera klubowa

### Występy w rozgrywkach brazylijskich
Mimo tego, że Roger wychował się w AD São Caetano, to nigdy nie było mu dane zadebiutować w oficjalnym meczu tego zespołu. Dopiero po transferze do Corinthians Paulista, w sezonie 2003 brazylijskiej Campeonato Brasileiro Série A, rozegrał pięć spotkań w lidze. Na początku sezonu 2004 brazylijskiej Série A, został wypożyczony do trenowanego przez Abela Bragę CR Flamengo.
W barwach Flamengo, podczas derbów Rio de Janeiro (znanych jako „Fla – Flu” – rozgrywanych na stadionie Maracanã), w których rywalem było Fluminense FC, Roger zdobył pierwszego gola w Série A. Roger zajął wraz z Flamengo 17. miejsce w brazylijskiej Série A z dorobkiem 36 meczów i 3 goli. W 2004 roku Roger wraz z Flamengo triumfował w rozgrywkach Campeonato Carioca – ligowych mistrzostwach stanu Rio de Janeiro. Klub Rogera, w finałowym dwumeczu pokonał CR Vasco da Gama (2:1 i 3:1). W finałowym meczu o Taça Guanabara 2004 między Flamengo a Fluminense Roger zdobył dwa gole, a jego drużyna pokonała rywali 4:3.

### Segunda División i powrót do Juventude
Po udanym sezonie we Flamengo na początku 2005 roku, Roger został wypożyczony do walczącej o awans do Primera División Celty Vigo. W hiszpańskim drugoligowcu, Roger wystąpił w 13 spotkaniach, pomagając drużynie Celty w powrocie do Primera División. Ostatecznie, trener Celty Fernando Vázquez nie zdecydował się na definitywne wykupienie Rogera.
Po powrocie do Brazylii trafił do EC Juventude grającego w najwyższej lidze brazylijskiej. Roger wystąpił w ostatnich 21 meczach sezonu 2005 Campeonato Brasileiro Série A, zdobywając jednego gola (w meczu przeciwko Paraná Clube).

### Legia Warszawa
W grudniu 2005 roku Roger został wypożyczony na rok do Legii Warszawa, do której trafił z polecenia menadżera Mariusza Piekarskiego. Klauzula wypożyczenia zawierała opcję pierwokupu, z której warszawski klub skorzystał pod koniec 2006 roku, wykupując Rogera z Juventude. Na polskich boiskach Roger zadebiutował 3 marca 2006 roku, w meczu 18. kolejki Orange Ekstraklasy przeciwko GKS Bełchatów (1:0). Pierwszą bramkę dla Legii, strzelił już w 19. kolejce Ekstraklasy, w wyjazdowym meczu przeciwko Groclinowi Grodzisk Wielkopolski (0:4).
Już w pierwszym sezonie na boiskach Ekstraklasy Roger wraz z Legią zdobył tytuł Mistrza Polski 2005/2006, strzelając trzy gole w trzynastu meczach w rundzie wiosennej rozgrywek. W następnym sezonie, już nie tak udanym dla Legii, Roger wystąpił w 29 spotkaniach (z 30 możliwych), strzelając w nich 6 bramek. Po objęciu Legii przez nowego trenera, Jana Urbana, Roger w sezonie 2007/2008 Orange Ekstraklasy, grał na nowej pozycji – środkowego pomocnika. Udane występy sprawiły, że Rogerem zainteresował się selekcjoner Reprezentacji Polski, Leo Beenhakker.
W barwach Legii rozegrał 101 meczów w Ekstraklasie, w których zdobył dziewiętnaście bramek.

### AEK Ateny i dalsza kariera
27 sierpnia 2009, na 4 miesiące przed wygaśnięciem kontraktu z Legią strona greckiego klubu AEK Ateny ogłosiła, że Roger Guerreiro podpisał umowę z tamtejszym klubem. Zgodnie z czteroletnią umową Brazylijczyk z polskim paszportem ma otrzymywać 350 tys. € rocznie. Warszawski klub zgodził się na 250 tys. euro odstępnego, jako że po upłynięciu kontraktu Roger mógłby zmienić klub za darmo.
W roku 2010 i 2012 AEK z Rogerem w składzie kończył rozgrywki ligowe na 3. pozycji, natomiast w roku 2011 reprezentant Polski zdobył z drużyną klubową Puchar Grecji Po spadku AEK z najwyższej klasy rozgrywkowej, latem 2013 Roger opuścił klub. W tym samym roku związał się z drugoligowym brazylijskim zespołem Guaratingueta, jednak nie zagrał w tym zespole ani jednej minuty. Roger pozostał w Brazylii i od 2014 roku grał w drużynie grającej w rozgrywkach stanu São Paulo – Comercial FC.

## Kariera reprezentacyjna
28 stycznia 2008 roku Przegląd Sportowy poinformował o trwających od kilku miesięcy rozmowach między Polskim Związkiem Piłki Nożnej a Kancelarią Prezydenta RP Lecha Kaczyńskiego, w sprawie przyznania Rogerowi polskiego obywatelstwa w kontekście powołania go przez Leo Beenhakkera do reprezentacji Polski na finały Mistrzostw Europy 2008. Wniosek o nadanie obywatelstwa został złożony do wojewody mazowieckiego 26 lutego 2008.
26 marca 2008 roku Przegląd Sportowy poinformował, że MSWiA pozytywnie zaopiniowało wniosek Brazylijczyka o przyznanie mu polskiego obywatelstwa. Wniosek Rogera o nadanie trafił do Kancelarii Prezydenta RP, który zdecydował o jego przyznaniu i nadał je postanowieniem z dnia 17 kwietnia 2008 roku.
Roger Guerreiro zadebiutował w barwach reprezentacji Polski 27 maja 2008, w meczu przeciwko reprezentacji Albanii (wygranym 1:0, po golu Macieja Żurawskiego w 3. minucie). Następnie zagrał 1 czerwca 2008 w towarzyskim meczu z Danią. 28 maja 2008 został powołany na Euro 2008. Na turnieju rozegrał trzy mecze. W 30. minucie spotkania Polska – Austria (12 czerwca 2008) strzelił swojego pierwszego gola dla Polski. Była to wówczas pierwsza i jedyna bramka jaką reprezentacja Polski strzeliła w tych finałach Mistrzostw Europy. W latach 2008–2009 wystąpił w 22 meczach reprezentacji i zdobył 4 bramki.
W styczniu 2011 roku, po ponadrocznej przerwie, został powołany na mecz z reprezentacją Norwegii.
| Reprezentacja | Rok  | Wyst. | Br. |
| ------------- | ---- | ----- | --- |
| Polska        | 2008 | 11    | 2   |
| Polska        | 2009 | 11    | 2   |
| Polska        | 2011 | 3     | 0   |
| Suma          | Suma | 25    | 4   |

### Mecze w reprezentacji
| Lp. | Data                 | Miejsce                    | Gospodarz         | vs | Gość              | Wynik | Grał   | Uwagi                                                                  |
| --- | -------------------- | -------------------------- | ----------------- | -- | ----------------- | ----- | ------ | ---------------------------------------------------------------------- |
| 1.  | 27 maja 2008         | Reutlingen                 | Albania           | -  | Polska            | 0:1   | do 46' | mecz towarzyski, zmieniony przez Euzebiusza Smolarka                   |
| 2.  | 1 czerwca 2008       | Chorzów                    | Polska            | -  | Dania             | 1:1   | od 46' | mecz towarzyski, zmienił Macieja Żurawskiego                           |
| 3.  | 8 czerwca 2008       | Klagenfurt                 | Niemcy            | -  | Polska            | 2:0   | od 46' | Mistrzostwa Europy 2008, zmienił Macieja Żurawskiego                   |
| 4.  | 12 czerwca 2008      | Wiedeń                     | Polska            | -  | Austria           | 1:1   | do 85' | Mistrzostwa Europy 2008, zmieniony przez Rafała Murawskiego            |
| 5.  | 16 czerwca 2008      | Klagenfurt                 | Polska            | -  | Chorwacja         | 0:1   | 90'    | Mistrzostwa Europy 2008                                                |
| 6.  | 20 sierpnia 2008     | Lwów                       | Ukraina           | -  | Polska            | 1:0   | od 46' | mecz towarzyski, zmienił Rafała Murawskiego                            |
| 7.  | 6 września 2008      | Wrocław                    | Polska            | -  | Słowenia          | 1:1   | do 73' | eliminacje Mistrzostw Świata 2010, zmieniony przez Marka Saganowskiego |
| 8.  | 10 września 2008     | Serravalle                 | San Marino        | -  | Polska            | 0:2   | 90'    | eliminacje Mistrzostw Świata 2010                                      |
| 9.  | 11 października 2008 | Chorzów                    | Polska            | -  | Czechy            | 2:1   | 90'    | eliminacje Mistrzostw Świata 2010                                      |
| 10. | 15 października 2008 | Bratysława                 | Słowacja          | -  | Polska            | 2:1   | 90'    | eliminacje Mistrzostw Świata 2010                                      |
| 11. | 19 listopada 2008    | Dublin                     | Irlandia          | -  | Polska            | 2:3   | od 46' | mecz towarzyski, zmienił Jakuba Błaszczykowskiego                      |
| 12. | 7 lutego 2009        | Faro                       | Litwa             | -  | Polska            | 1:1   | od 46' | mecz towarzyski, zmienił Rafała Boguskiego                             |
| 13. | 11 lutego 2009       | Vila Real de Santo António | Walia             | -  | Polska            | 0:1   | od 46' | mecz towarzyski, zmienił Łukasza Gargułę                               |
| 14. | 28 marca 2009        | Belfast                    | Irlandia Północna | -  | Polska            | 3:2   | 90'    | eliminacje Mistrzostw Świata 2010                                      |
| 15. | 1 kwietnia 2009      | Kielce                     | Polska            | -  | San Marino        | 10:0  | 90'    | eliminacje Mistrzostw Świata 2010                                      |
| 16. | 6 czerwca 2009       | Johannesburg               | Południowa Afryka | -  | Polska            | 1:0   | 90'    | mecz towarzyski                                                        |
| 17. | 9 czerwca 2009       | Kapsztad                   | Polska            | -  | Irak              | 1:1   | od 46' | mecz towarzyski, zmienił Łukasza Trałkę                                |
| 18. | 12 sierpnia 2009     | Bydgoszcz                  | Polska            | -  | Grecja            | 2:0   | do 75' | mecz towarzyski, zmieniony przez Wojciecha Łobodzińskiego              |
| 19. | 5 września 2009      | Chorzów                    | Polska            | -  | Irlandia Północna | 1:1   | 90'    | eliminacje Mistrzostw Świata 2010                                      |
| 20. | 9 września 2009      | Maribor                    | Słowenia          | -  | Polska            | 3:0   | 90'    | eliminacje Mistrzostw Świata 2010                                      |
| 21. | 14 października 2009 | Chorzów                    | Polska            | -  | Słowacja          | 0:1   | do 60' | eliminacje Mistrzostw Świata 2010, zmieniony przez Sławomira Peszkę    |
| 22. | 14 listopada 2009    | Warszawa                   | Polska            | -  | Rumunia           | 0:1   | od 80' | mecz towarzyski, zmienił Ludovica Obraniaka                            |
| 23. | 9 lutego 2011        | Faro                       | Polska            | -  | Norwegia          | 1:0   | od 79' | mecz towarzyski, zmienił Ludovica Obraniaka                            |
| 24. | 25 marca 2011        | Kowno                      | Polska            | -  | Litwa             | 0:2   | od 69' | mecz towarzyski, zmienił Ludovica Obraniaka                            |
| 25. | 29 marca 2011        | Pireus                     | Polska            | -  | Grecja            | 0:0   | od 83' | mecz towarzyski, zmienił Ludovica Obraniaka                            |

## Sukcesy i nagrody
- Juniorskie Mistrzostwa Stanowe z AD São Caetano (Campeão Paulista w latach 1997 i 2000).
- Mistrzostwo Stanu São Paulo (Campeonato Paulista Série A) w roku 2003 wraz z Corinthians Paulista.
- Taça Guanabara 2004 z CR Flamengo.
- Mistrzostwo Stanu Rio de Janeiro (Campeão Carioca 2004) z CR Flamengo.
- Mistrzostwo Polski z Legią w sezonie 2005/06.
- W 2006 roku, redakcja Tygodnika „Piłka nożna” – w organizowanym corocznym plebiscycie – wyróżniła Rogera wybierając go do jedenastki najlepszych obcokrajowców Orange Ekstraklasy za rok 2006.
- Rok później, również w plebiscycie tygodnika „Piłka nożna” – Roger Guerreiro został uznany za najlepszego obcokrajowca Orange Ekstraklasy w 2007 roku.
- Wicemistrzostwo Polski z Legią w sezonie 2007/08.
- Puchar Polski z Legią w sezonie 2007/08.
- Uznany najlepszym piłkarzem meczu finałowego o Pucharu Polski 2007/08 (przyp. 13.05.2008 r.; Legia – Wisła 0:0 k. 4:3), za co otrzymał samochód marki Mercedes.

## Po zakończeniu kariery piłkarskiej
W 2017 zakończył karierę piłkarską. W tym samym roku na stałe powrócił do Brazylii, gdzie zamieszkał w mieście São Paulo. W wywiadzie udzielonym w 2020 serwisowi sport.pl wyznał, że przez pierwsze 4 miesiące po powrocie w rodzinne strony pracował jako kierowca samochodu dostawczego. W 2017 otworzył w Brazylii własną szkółkę piłkarską.
21 czerwca 2025 wystąpił w towarzyskim Meczu Legend podczas odbywającego się tego dnia widowiska Ronalidho Show. Spotkanie pomiędzy dawnymi gwiazdami narodowych reprezentacji Polski i Brazyli odbyło się na Stadionie Śląskim w Chorzowie. Guerreiro wystąpił w drużynie gości, pomimo iż podczas swojej zawodowej kariery piłkarskiej nigdy nie grał w brazylijskiej reprezentacji. Wydarzenie to było transmitowane przez TVP Sport. Tego dnia udzielił jeszcze kilka wywiadów dla polskiej prasy i telewizji. Był to jego pierwszy przyjazd do Polski, po niemal dekadzie. 